# Pikmin 2
Pikmin 2 (ピクミン２) es un videojuego de estrategia en tiempo real desarrollado y distribuido por Nintendo originalmente para la consola Nintendo GameCube y más tarde el 10 de junio de 2012 para Wii. El juego llegó al mercado el 29 de abril de 2004 en Japón, el 30 de agosto de 2004 en Estados Unidos y el 8 de octubre del mismo año en Europa.
Pikmin 2 es la secuela de Pikmin, primer juego de la saga que llegó anteriormente también a GameCube. Esta segunda entrega es considerada como una gran mejora con respecto al Pikmin original, pues en ella se han mejorado aspectos del primer juego y se han incluido ciertas novedades, tales como nuevas especies de Pikmin, el manejo de dos personajes principales simultáneamente y un modo multijugador.

## Historia
El capitán Olimar, único empleado de cierta valía de Hocotate S.L. cayó en un planeta donde encontró a unas pequeñas criaturas indígenas a las que llamó Pikmin, que le socorrieron.  El capitán logra volver a Hocotate, pero Hocotate S.L. ha sufrido... penurias económicas. El presidente le dice que tienen una deuda muy grande debido a que: "En su primer encargo, Luis, aquí presente, se topó con un voraz conejo espacial que devoró todo el cargamento de zanahorias doradas pikpik." y le dice: "lo único que pudimos vender, fue su nave, capitán, el Dolphin." Olimar deja caer una chapa que traía como recuerdo para su hijo desde el planeta de los Pikmin. La nave de la empresa la tasa en 100 pokos y la deuda se queda en 10000 pokos. El presidente se da cuenta de que hay "tesoros" en el planeta de los Pikmin que pueden valer mucho dinero y manda a Luis y a Olimar al planeta. SPOILERS: Cuando pagan la deuda, se disponen a volver al planeta Hocotate. Olimar mira al planeta porque le da pena despedirse de los Pikmin, pero se da cuenta de que Luis no está en la nave. Cuando Olimar llega, el presidente le dice que ha salvado a la empresa con esos "tesoros" y que si consiguen todos, se forrarán. Después llama a Luis para mandarle ir al planeta de los Pikmin, pero se da cuenta de que no está y le dice a Olimar: "En ese caso, ¡iré con usted!". Cuando consiguen todos los tesoros y rescatan a Luis, se van a Hocotate.

## Consiguiendo tesoros
El modo de juego en Pikmin 2 gira en torno utilizando diferentes combinaciones de Pikmin para recuperar varios "tesoros" de la superficie del planeta. Estos tesoros van desde una batería Duracell a una tapa de yogur Dannon. Varios de los tesoros encontrados en el planeta son artículos de anteriores iniciativas de Nintendo. Diferentes obstáculos y enemigos hacen que la recuperación de cada tesoro sea única. El jugador debe tener en cuenta las fortalezas, debilidades, habilidades y los números de cada tipo de Pikmin en el ejercicio de los retos necesarios para recuperar estos tesoros. Esto se ve agravado en crisis por el hecho de que no más de 100 Pikmin pueden estar en juego en un momento dado. El jugador tiene un día a la hora de jugar, cada día es equivalente a unos 15-20 minutos en tiempo real. Típicas tareas de la recogida de tesoros incluyen derrotar a los enemigos, construir puentes, destruir paredes, o mover los obstáculos.

## Cuevas
Además de las áreas por encima del suelo, las cuevas se pueden encontrar en todo el paisaje. Las cuevas contienen múltiples tesoros y enemigos repartidos en múltiples niveles. La presentación de los niveles y la posición de los enemigos y tesoros es aleatoria y cambia cada vez que el jugador entra en la cueva. Un jugador puede explotar esto, ya que el juego guarda después de la finalización de cada nivel. Si el diseño de un nivel no es favorable al jugador, puede empezar el nivel de nuevo, y tendrá un nuevo diseño(excepto sI es un nivel de jefe).
Se aplican normas especiales a la exploración de cuevas. Cuando el jugador está explorando una cueva, el tiempo no pasa debido a un fuerte campo magnético. La principal restricción con respecto a la exploración de cuevas es que no hay acceso a las "cebollas"(las naves nodrizas de los Pikmin). Esto significa que una vez que los jugadores entran en una cueva, solo pueden utilizar los Pikmin que trajeron con ellos (excepto si hay brotes botadores reales o bulbikmin en la cueva).
Hay un total de 105 subniveles divididos en 14 cuevas en el juego.

## Modos de juego
Así como el modo principal (Historia), hay también otros dos modos de juego que son batalla y desafío. 
- Batalla (Battle): Este modo es para 2 jugadores y está desbloqueado desde el principio del juego en donde Olimar y Louie son controlados por cada jugador. El objetivo es conseguir cuatro canicas amarillas o en su defecto robar la canica del jugador contrario que puede ser azul o roja. Aquí los dos jugadores se tendrán que enfrentar entre ellos, así como a los enemigos que haya en los escenarios. Gana el jugador que consiga las 4 canicas amarillas o logre robar la canica contraria. Si el jugador muere o se queda sin Pikmins, gana el jugador contrario. Dentro de los escenarios también hay cerezas esparcidas por todos lados; si un Pikmin recoge una, la llevará a la cebolla de su jugador y le otorgará Bonus mediante una ruleta, como mejoras, Pikmins extra, trampas para el jugador contrario, etc.

- Desafío (Challenge): Este modo puede ser jugado por 1 o 2 jugadores y es parecido al modo Historia, solo que aquí se tienen que completar Cuevas Especiales con límite de tiempo. Este modo se puede desbloquear solo después de obtener el tesoro "Llave" (Key) que se encuentra en el modo Historia, en el "El arroyo desconcertante" (Perplexing Pool), en la cueva "Ciudadela Arácnida" (Citadel of spiders) y derrotando al Jefe del último nivel de esta cueva. Las cuevas se van desbloqueando conforme estas se vayan completando. Cabe decir que dependiendo del desempeño que el jugador tenga y los puntos que logre obtener, se desbloquearán nuevas cuevas. Para completar cada cueva se necesita encontrar la Llave que en muchos niveles será muy difícil conseguirla y se necesitará una buena estrategia para hacerlo. Si el jugador completa una cueva sin perder ningún Pikmin, conseguirá la flor rosa de esa cueva. Si se logra completar todas las cuevas con flor rosa se desbloqueará una cinemática especial.

## Desarrollo
En diciembre de 2002, un año después del lanzamiento de Pikmin, el diseñador de juegos Shigeru Miyamoto confirmó una secuela en desarrollo. Pikmin 2 fue dirigido tanto por Shigefumi Hino, que se centró en el diseño gráfico, y Masamichi Abe, que se centró en el diseño del juego. Miyamoto y Takashi Tezuka sirvieron como productores. Hajime Wakai compuso la banda sonora del juego, mientras que Kazumi Totaka sirvió como director de sonido; La canción de Totaka se oculta en el juego como un huevo de Pascua. El límite de 30 días impuesto en el Pikmin original fue eliminado para permitir a los jugadores explorar el mundo del juego a un ritmo lento, lo que a su vez aumentó la duración total del juego. El juego cooperativo de dos jugadores dentro del juego principal de un solo jugador fue experimentado, pero se encontró que impuso límites en el diseño general del juego. El modo multijugador quedó así relegado a un modo de juego separado. Pikmin 2 fue lanzado por primera vez en Japón el 29 de abril de 2004 y luego en Norteamérica, Europa y Australia a finales de año. Las tarjetas e-Reader de Nintendo compatibles con Pikmin 2 fueron lanzadas sólo en Japón, que contenía minijuegos adicionales.

### Versión de Wii y Secuela
Se lanzó una versión de Pikmin 2 para Wii, bajo el sello New Play Control!., formando así parte de la colección de juegos "remake" seleccionados de Nintendo GameCube con mejoras y prestaciones en las nuevas versiones. Fue lanzado en Japón el 25 de diciembre de 2008, el 6 de febrero de 2009 en Europa y el 10 de junio de 2012 en Norte América.
Esta versión a diferencia de la normal para GameCube, podrá jugarse mediante el Wiimote y Nunchuck, cambiando significativamente el gameplay, al apuntar a la pantalla para poder controlar a tus Pikmin, además muestra mejoras gráficas, pantalla extendida en formato 16:9 y cambios gráficos, como el silbato de Olimar que en esta versión el "cursor" ahora es giratorio y otorga un mayor alcance para llamar a tus Pikmins, etc.
En una entrevista, el director Shigefumi Hino indicó que además de añadir controles de movimiento, quería incluir la posibilidad de volver al juego guardado que se haya hecho, permitiendo a los jugadores reproducir los 30 días jugados, uno por uno a fin de mejorar su desempeño.
Shigeru Miyamoto anunció durante la mesa redonda del E3 2008 que se había comenzado a desarrollar un nuevo Pikmin, debido al gran éxito obtenido. Para el E3 2010, mencionó que el juego no se había mostrado aún porque no era el momento preciso, sin embargo marchaba muy bien y que sería lanzado en la consola Wii. Hasta el pasado E3 2011, se dio noticias de que el juego se trasladaría a la nueva consola Wii U, aprovechando las gráficas HD, además de que el desarrollo ya iba ampliamente avanzado y que seguramente sería uno de los juegos que acompañarán el lanzamiento de la nueva consola.

## Recepción
Pikmin 2 obtuvo una aclamación crítica, obteniendo una puntuación total de 89.44% en GameRank basado en 58 revisiones, y un puntaje combinado de 90 en Metacritic basado en 54 revisiones. El número de febrero de 2006 de Nintendo Power calificó el juego como el 47º mejor juego que se hizo en un sistema de Nintendo en su lista de los 200 mejores juegos, y también se clasificó como 29º en los 100 mejores juegos de Nintendo. GamePro lo catalogó como uno de los cinco juegos más importantes de GameCube. Es uno de los 20 juegos más destacados del GameCube.
Muchos críticos consideraron que el título era superior a su predecesor Pikmin, expresando que Pikmin 2 trató muchos problemas o problemas vistos en el juego original. La eliminación del límite de 30 días originalmente utilizado fue aplaudida por muchos críticos por aumentar la longevidad del juego, aunque Nintendo World Report tenía opiniones mixtas, sintiendo que la falta de urgencia podría animar a los jugadores a ser "perezosos". La adición de un modo multijugador separado fue elogiada, aunque la falta de LAN online-play fue una decepción para algunos.
El juego estratégico de Pikmin 2 y el rompecabezas fueron muy elogiados por muchos. La inteligencia artificial del Pikmin fue notada por GameSpot como mejorada sobre el original, aunque IGN comentó sobre las deficiencias recurrentes, como Pikmin quedando atrapados detrás de las paredes o alejándose del grupo.
Los gráficos y la presentación en Pikmin 2 fueron altamente elogiados. Muchos críticos sintieron que fueron mejorados mucho sobre el juego original. IGN declaró que "es muy refrescante ver un juego creado por Nintendo con valores de producción tan innegablemente altos", señalando los ambientes "fotorrealistas", efectos de partículas, animación de personajes y la observación de que el juego se ejecuta constantemente a 30 fotogramas por segundo. GameSpot estuvo de acuerdo, expresando que "desde el punto de vista del rendimiento, Pikmin 2 se destaca como un logro impresionante en el GameCube, sobre todo porque los visuales mejorados siguen moviéndose a una velocidad de fotogramas sólida a pesar del aumento de detalle" Tom Bramwell de Eurogamer llamado Pikmin 2 "Deslumbrantemente maravilloso". Otros críticos, como X-Play, no estuvieron de acuerdo con los gráficos, sintiendo que las mejoras eran "marginales" en el mejor de los casos. Además, muchas críticas expresaron quejas menores con respecto al sistema de cámara del juego, que a menudo era obstruido por objetos grandes en el campo de juego cuando se colocaba en ciertos ángulos.